# Klanac Perjasički
Klanac Perjasički is een plaats in de gemeente Slunj in de Kroatische provincie Karlovac. De plaats telt 13 inwoners (2001).